# Saint-Brisson-sur-Loire
Saint-Brisson-sur-Loire és un municipi francès, situat al departament del Loiret i a la regió de Centre – Vall del Loira. L'any 2007 tenia 1.053 habitants.

## Demografia

### Població
El 2007 la població de fet de Saint-Brisson-sur-Loire era de 1.053 persones. Hi havia 448 famílies, de les quals 108 eren unipersonals (48 homes vivint sols i 60 dones vivint soles), 164 parelles sense fills, 160 parelles amb fills i 16 famílies monoparentals amb fills.
La població ha evolucionat segons el següent gràfic:
Habitants censats

### Habitatges
El 2007 hi havia 544 habitatges, 449 eren l'habitatge principal de la família, 56 eren segones residències i 38 estaven desocupats. 497 eren cases i 39 eren apartaments. Dels 449 habitatges principals, 350 estaven ocupats pels seus propietaris, 89 estaven llogats i ocupats pels llogaters i 10 estaven cedits a títol gratuït; 6 tenien una cambra, 41 en tenien dues, 75 en tenien tres, 121 en tenien quatre i 206 en tenien cinc o més. 336 habitatges disposaven pel capbaix d'una plaça de pàrquing. A 174 habitatges hi havia un automòbil i a 233 n'hi havia dos o més.

### Piràmide de població
La piràmide de població per edats i sexe el 2009 era:
| Homes | Edats   | Dones |
| ----- | ------- | ----- |
| 0     | 95 o +  | 4     |
| 0     | 90 a 94 | 8     |
| 16    | 85 a 89 | 8     |
| 4     | 80 a 84 | 16    |
| 12    | 75 a 79 | 28    |
| 16    | 70 a 74 | 16    |
| 20    | 65 a 69 | 24    |
| 24    | 60 a 64 | 20    |
| 20    | 55 a 59 | 28    |
| 48    | 50 a 54 | 44    |
| 44    | 45 a 49 | 40    |
| 36    | 40 a 44 | 48    |
| 64    | 35 a 39 | 40    |
| 16    | 30 a 34 | 40    |
| 32    | 25 a 29 | 16    |
| 24    | 20 a 24 | 12    |
| 32    | 15 a 19 | 20    |
| 44    | 10 a 14 | 36    |
| 20    | 5 a 9   | 20    |
| 16    | 0 a 4   | 24    |

## Economia
El 2007 la població en edat de treballar era de 705 persones, 530 eren actives i 175 eren inactives. De les 530 persones actives 491 estaven ocupades (262 homes i 229 dones) i 39 estaven aturades (14 homes i 25 dones). De les 175 persones inactives 79 estaven jubilades, 48 estaven estudiant i 48 estaven classificades com a «altres inactius».

### Ingressos
El 2009 a Saint-Brisson-sur-Loire hi havia 458 unitats fiscals que integraven 1.072,5 persones, la mediana anual d'ingressos fiscals per persona era de 19.351 €.

### Activitats econòmiques
Dels 37 establiments que hi havia el 2007, 1 era d'una empresa extractiva, 2 d'empreses alimentàries, 1 d'una empresa de fabricació de material elèctric, 2 d'empreses de fabricació d'altres productes industrials, 10 d'empreses de construcció, 5 d'empreses de comerç i reparació d'automòbils, 1 d'una empresa de transport, 6 d'empreses d'hostatgeria i restauració, 1 d'una empresa d'informació i comunicació, 2 d'empreses immobiliàries, 3 d'empreses de serveis, 2 d'entitats de l'administració pública i 1 d'una empresa classificada com a «altres activitats de serveis».
Dels 13 establiments de servei als particulars que hi havia el 2009, 2 eren paletes, 1 fusteria, 4 lampisteries, 1 electricista, 1 perruqueria i 4 restaurants.
Dels 4 establiments comercials que hi havia el 2009, 1 era una botiga de més de 120 m², 2 fleques i 1 una llibreria.
L'any 2000 a Saint-Brisson-sur-Loire hi havia 17 explotacions agrícoles que ocupaven un total de 1.377 hectàrees.

## Equipaments sanitaris i escolars
El 2009 hi havia una escola elemental integrada dins d'un grup escolar amb les comunes properes formant una escola dispersa.

## Poblacions més properes
El següent diagrama mostra les poblacions més properes.